# Светогорск (МАПП)
|  |

|  |

|  |

|  |

|  |

|  |

|  |

|  |

Многосторонний автомобильный пункт пропуска «Светого́рск» — один из трёх автомобильных пунктов пропуска через Российско-финляндскую границу на территории Выборгского района Ленинградской области. Расположен в городе Светогорск.
МАПП «Светогорск» находится напротив финского КПП Иматра, по направлению на город Иматра.

## Автомобильный
Пограничный переход в настоящее время работает 24 часа в сутки, открыт для всех граждан. Границу в этом месте было возможно пересечь и на велосипеде, чем летом активно пользовались сотни велотуристов. Они проходили границу вне очереди.
С 15 ноября 2023 года Финляндия закрывает пропуск велосипедистов из России.
Пеший переход границы стал невозможен значительно ранее.
Средств федерального бюджета на реконструкцию МАПП Светогорск в 2011 году было недостаточно.
Рядом с МАПП «Светогорск» находится таможенный пост «Светогорский — ТЛТ» (таможенно-логистический терминал), созданный в рамках переноса таможенного оформления на внешнюю границу России.

## Железнодорожный
Вблизи от автомобильного находится одноимённый железнодорожный пункт пропуска. Через него осуществляется лишь грузовое сообщение. Время работы: 08:00—24:00.
Статус пункта пропуска — двусторонний, а не международный. Используется только для экспорта круглого леса в Финляндию.
В течение 2011 года осуществлялось проектирование реконструкции железнодорожного пункта пропуска Светогорск. Под него уже зарезервирована часть земли, примыкающей к железнодорожному вокзалу в Светогорске, и ещё часть земли проходит процесс оформления.
Возможность строительства автомобильно-железнодорожного хаба путём объединения имеющихся пунктов пропуска в Светогорске и Иматре является предметом постоянных обсуждений на рабочих российско-финляндских встречах. Однако на российской стороне есть проблемы с земельными участками, так как частные компании претендуют на участки, расположенный между автомобильным и железнодорожным пунктом пропуска. По мнению РЖД, увеличение объёма перевозок в несколько раз не требует дополнительных инвестиций в инфраструктуру.